# New World (canção)
"New World" é o vigésimo sétimo single da banda japonesa L'Arc~en~Ciel, lançado em 6 de abril de 2005 e incluído no álbum Awake. Estreou na primeira posição da parada do Oricon Singles Chart.

## Faixas
Todas as letras escritas por Hyde. 
| N.º            | Título                                                           | Música          | Duração |  |
| 1.             | "New World"                                                      | Yukihiro e Hyde | 4:10    |  |
| 2.             | "Kasou Heisei 17 Nen" (花葬 平成十七年, P'unk~en~Ciel)           | Ken             | 4:35    |  |
| 3.             | "New World" (Hydeless Version)                                   | Yukihiro e Hyde | 4:10    |  |
| 4.             | "Kasou Heisei 17 Nen" (花葬 平成十七年, Tetsu P'unkless Version) | Ken             | 4:35    |  |
| Duração total: | Duração total:                                                   | Duração total:  | 17:32   |  |

## Desempenho
| Parada (2005) | Melhor posição |
| ------------- | -------------- |
| Oricon        | #1             |

## Ficha técnica
- Hyde – vocais
- Ken – guitarra
- Tetsu – baixo
- Yukihiro – bateria